# 丽原天际
麗原天際是中國廣西壯族自治區首府南寧市的一座複合型建築，於2013年竣工，是一棟摩天大樓高222公尺、57層樓。